# Xeon Phi
Xeon Phi — семейство x86 процессоров североамериканской корпорации Intel с большим количеством процессорных ядер. Данные процессоры предназначены для использования в суперкомпьютерах, серверах и высокопроизводительных рабочих станциях. 
Архитектура процессоров позволяет использовать стандартные языки программирования и технологии OpenMP.
Изначально разработаны на основе экспериментальных видеоускорителей Intel для вычислений (GPGPU) (проекты Larrabee 2006 и Intel MIC 2010 года). В отличие от других GPGPU (в частности Nvidia Tesla), в процессорах Xeon Phi используется x86-совместимое ядро, не требующее переписывания программ на специальные языки (CUDA, OpenCL).
Первоначально представлены в 2012 году в виде карт расширения PCIe (Knights Corner, 22 нм). 

Продукты второго поколения Knights Landing (14 нм) анонсированы в 2013 году и появились в 2016 году и представляют собой процессор для установки в серверный сокет LGA3647 (являются центральным процессором).
В июне 2013 суперкомпьютер Tianhe-2 из NSCC-GZ (Китай) стал быстрейшим в мире. Он использовал сопроцессоры Intel Xeon Phi и центральные процессоры Xeon (Ivy Bridge-EP) для достижения 33.86 петафлопсов.
Продукты Xeon Phi ориентированы на рынок, в котором также используются сопроцессоры Nvidia Tesla и AMD Radeon Instinct.

## История

### Предпосылки
Микроархитектура Larrabee (разрабатывалась с 2006 года) ввела применение очень широких векторных АЛУ (512-разрядные SIMD) в микропроцессоры с архитектурой x86. Также в ней применялась кольцевая шина для обеспечения когерентности кэшей и для связи с контроллером памяти. Каждое ядро Larrabee могло исполнять 4 потока. Также Larrabee имели некоторые блоки, специфичные для видеоускорителей (GPU), в частности, текстурный блок. От планов производить GPU для рынка ПК, основанный на исследованиях проекта Larrabee, отказались в мае 2010.
В другом исследовательском проекте Intel была реализована архитектура x86 на многоядерном процессоре — Single-chip Cloud Computer (прототипы представлены в 2009 году), предназначенном для облачных вычислений. Одна микросхема имела 48 независимых ядер с индивидуальным управлением частотой и напряжением. Для связи ядер использовалась сеть с ячеистой структурой (mesh). В проекте не поддерживалась когерентность кэшей.
Teraflops Research Chip (прототип представлен в 2007 году) — экспериментальный 80-ядерный микропроцессор. Каждое ядро содержало 2 АЛУ для обработки вещественных данных. Размер машинной команды — 96 бит (VLIW). Проект смог достичь 1,01 тераFLOPS на частоте 3,16 ГГц и при потреблении 62 Вт электроэнергии.

### Knights Ferry
Первое поколение процессоров на базе архитектуры Intel MIC под кодовым названием Knights Ferry.
Прототип Intel MIC — плата расширения Knights Ferry, основанная на процессоре Aubrey Isle. Анонсирован 31 мая 2010 года. Заявлено, что продукт является продолжением работ по проектам Larrabee, Single-chip Cloud Computer и другим исследовательским проектам.
Карта с интерфейсом PCIe имеет 32 ядра, in-order, с частотами до 1,2 ГГц, исполняющих 4 потока на каждом ядре. На карте установлено 2 ГБ памяти GDDR5,. Микропроцессор имеет 8 МБ когерентного кэша L2 (256 кБ на ядро; L1 — 32 кБ на ядро). Максимальная потребляемая мощность около 300 Вт, использует 45 нм техпроцесс. В чипе Aubrey Isle используется кольцевая шина шириной в 1024 разряда (по 512 бит в каждом направлении), соединяющая процессоры и оперативную память. Одна плата имеет производительность более 750 ГигаFLOPS (в прототипе реализована только работа с 32-разрядными плавающими, за такт каждое ядро выполняет до 16 операций).
Прототипы использовались в CERN, Korea Institute of Science and Technology Information (KISTI) и Leibniz Supercomputing Centre. Среди производителей аппаратного обеспечения для прототипов были названы IBM, SGI, HP, Dell.

### Knights Corner
Второе поколение процессоров на базе архитектуры Intel MIC под кодовым названием Knights Corner.
Ожидается, что линия продуктов Knights Corner будет выполнена с использованием 22 нм техпроцесса, с применением трехзатворных транзисторов (Intel Tri-gate). Ожидается что микросхема будет содержать более 50 ядер, и что на её базе будут созданы коммерчески доступные продукты.
В июне 2011 года SGI объявила о партнерстве с Intel в целях использования продуктов с архитектурой MIC в своих решениях для высокопроизводительных вычислений (HPC). В сентябре 2011 года Texas Advanced Computing Center (TACC) объявил об использовании карт Knights Corner в проектируемом суперкомпьюетере «Stampede» с планируемой производительностью в 8 петаFLOPS. Согласно публикации «Stampede: A Comprehensive Petascale Computing Environment» чипы MIC второго поколения (Knights Landing) будут добавлены в суперкомпьютер позже и увеличат пиковую производительность до 15 петаFLOPS.
15 ноября 2011 года Intel продемонстрировала ранние инженерные образцы процессора Knights Corner.
5 июня 2012 года Intel опубликовала исходный код ПО MPSS (Linux, GCC, GDB) и документацию на Knights Corner.
В июне 2012 года Cray анонсировал, что будет использовать 22-нм 'Knight’s Corner' (под брендом 'Xeon Phi') в качестве сопроцессоров в высокопроизводительных системах 'Cascade'.
На конференции ISC в июне 2012 микропроцессор Knight Corner был переименован в Xeon Phi.

### Knights Landing
Третье поколение процессоров на базе архитектуры Intel MIC под кодовым названием Knights Landing.
Эти процессоры изготавливаются с использованием 14-нм техпроцесса компании Intel, с применением технологии трехзатворных транзисторов («3-D tri-gate») второго поколения. Продукты этого поколения могут использоваться как в качестве сопроцессора на базе PCIe карт расширения, так и в качестве центрального процессора (CPU), которые устанавливаются непосредственно в сокет материнских плат. В виде центрального процессора сочетают в себе всю функциональность классического основного процессора и одновременно функциональность специализированных сопроцессоров. Это избавит от сложностей программирования передачи данных по PCIe, а также значительно увеличит вычислительную плотность и производительность на ватт в данном классе процессоров. Во всех типах процессоров этого поколения значительно увеличится пропускная способность памяти путём внедрения комплексной многоуровневой интегрированной памяти. Это устранит «узкие места» предыдущего поколения, увеличит производительность для высокопроизводительных вычислений, и позволит в полной мере использовать имеющиеся вычислительные мощности.
В 2013 году были представлены некоторые подробности про 72-ядерную систему Knights Landing с ядрами на базе модифицированной микроархитектуры Atom с добавлением AVX-512.
В ноябре 2015 года компания Intel продемонстрировала кремниевую пластину и первые образцы чипов Knights Landing. Также стали известны основные подробности об архитектуре и характеристиках чипов, в частности, что в Knights Landing реализован интерфейс высокопроизводительной сети Intel Omni-Path первого поколения.

### Knights Hill
Четвёртое поколение процессоров на базе архитектуры Intel MIC под кодовым названием Knights Hill.
Будет базироваться на 10-нанометровом техпроцессе и использовать второе поколение межпроцессорного интерфейса Omni-Path.

### Knights Mill
Knights Mill, следующее поколение Xeon Phi, оптимизирован для ускорения задач глубокого обучения, первоначально выпущен в декабре 2017 года. Почти идентичен по техническим характеристикам Knights Landing, включает в себя оптимизацию для лучшего использования инструкций AVX-512  и обеспечивает 4 потока на ядро.

### Xeon Phi
18 июня 2012 года Intel заявила что будет использовать бренд «Xeon Phi» для всей линейки продуктов, созданных на базе Intel MIC.
В сентябре 2012 было объявлено о создании суперкомпьютера Stampede с использованием более 6400 процессоров Xeon Phi в Texas Advanced Computing Center. Планируется, что Stampede будет иметь производительность около 10 петафлопс.
В ноябре 2012 года Intel анонсировала два семейства сопроцессоров Xeon Phi: Xeon Phi 3100 и Xeon Phi 5110P. Процессоры Xeon Phi 3100 имеют производительность более 1 терафлопса (при работе с числами двойной точности), пропускную способность памяти в 240 ГБ/с и тепловыделение не выше 300 Вт. Семейство Xeon Phi 5110P сможет исполнять до 1,01 терафлопс (двойной точности), работать с памятью со скоростью в 320 ГБ/с и выделять не более 225 Вт. Производиться Xeon Phi будет по технологии 22 нм. Цена Xeon Phi 3100 составит менее 2000 долларов США, а Xeon Phi 5110P будет стоить 2649 долларов.

## Характеристики
В основе архитектуры Intel MIC лежит классическая архитектура x86, на ускорителе исполняется ОС Linux. Для программирования MIC предполагается использовать OpenMP, OpenCL, Intel Cilk Plus, специализированные компиляторы Intel Fortran, Intel C++. Также предоставляются математические библиотеки.
От Larrabee унаследованы набор команд x86, 512-битные векторные АЛУ (до 16 операций над float или до 8 операций над double в инструкции), когерентный L2 кэш размером 512 КБ на ядро, и сверхширокая кольцевая шина для связи ядер и контроллера памяти.
Описание набора команд Intel MIC опубликовано на официальном сайте.
Продажи начались в январе 2013 года.